# منفذ الخفجي
منفذ الخفجي هو المنفذ الحدودي البري الأول للمملكة العربية السعودية، مع دولة الكويت، ويتبع جغرافياً محافظة الخفجي في المنطقة الشرقية بالمملكة العربية السعودية. يبعد عن العاصمة السعودية الرياض 535 كم، عبر طريق رماح القرية العليا الخفجي، ويبعد عن العاصمة الكويتية مدينة الكويت 100 كم، تقوم بإدارة المنفذ كلٌ من وزارة الداخلية السعودية ووزارة المالية السعودية وتقدم الخدمات للمسافرين فيه من خلال الجوازات والجمارك والشرطة والمرور والهلال الأحمر السعودي وحرس الحدود والدفاع المدني.

## منفذ الخفجي النموذجي
هو مشروع تديره الجمارك السعودية تم طرحه في عام 2019م ويتوقع الانتهاء منه خلال 24 شهرًا، يعمل المشروع على تطوير منفذ الخفجي بالإستناد على متطلبات التصميم النموذجي للمنافذ البرية، ويتضمن تطوير البنية التحتية وإنشاء 3 كبائن جديدة وأكثر من 7 مسارات جديدة.